# Mammó

The Worship of Mammon de Evelyn De Morgan (1909).

Mammó és un terme utilitzat en el Nou Testament per a descriure l'abundància o avarícia material. És una paraula d'origen arameu, significa "riquesa", però té una etimologia confusa; els erudits han suggerit connexions amb el verb "confiar" o un significat de la paraula "confiat", o amb la paraula hebraica "matmon", que significa "tresor". També es fa servir en hebreu com paraula per a simbolitzar "diners" (ממון.). La paraula grega per Mammó, és μαμωνας (mamonas), i la trobem entre altres al Sermó de la muntanya (durant el discurs sobre l'ostentació) i en la paràbola de l'administrador injust (Lluc 16:13). Altres erudits deriven Mammó del fenici mommon ("benefici" o "utilitat"). La paraula es fa servir en les llengües contemporànies amb similars significats, d'aquesta forma ho trobem en finès (mammona), en danès (mammon), i en polonès (mamona) entre d'altres. Molt probablement a causa de la influència de la Bíblia.